# Violation of the rules
Violation of the rules es el primer álbum de estudio de la banda japonesa HΛL, lanzado al mercado el día 29 de agosto del año 2001 bajo el sello avex trax.
El álbum contiene todos los lanzamientos de la banda desde su sencillo debut "DECIDE" hasta "☆the starry sky☆", sencillo lanzado poco antes del lanzamiento de este álbum. Todos los temas fueron producidos por la misma banda, composiciones de Atsushi Sato y Toshiharu Umezaki (ambos miembros de la banda) y todas las letras de los temas fueron escritos por HΛLNA.

## Canciones
1. Introduction
2. Violation of the rules
3. DESPAIR
4. SPLIT UP
5. amulet
6. Injury
7. Save Me
8. At The Sacrifice
9. Rosary
10. DECIDE
11. ☆the starry sky☆
12. 『For you』
13. epilogue

- Datos: Q9094288